# СК Пройсен (Мюнстер)
„СК Пройсен 06 Мюнстер“ (на немски: SC Preußen 06 e. V. Münster; на немски: Preußen – Прусия) – немски футболен клуб от град Мюнстер, играе в Трета лига. Основан на 30 април 1906 година, домакинските си срещи играе на арена „Пройсен“, с капацитет 15 050 зрители. За цялата си история „Пройсен“ има само един сезон в Първа Бундеслига през 1963/1964. Клубът развива още тенис, лека атлетика, хандбал и фистбол.

## История
- 1906: основан като ФК Пройсен Мюнстер
- 1921: СК Пройсен Мюнстер
- 1963: участие в Първа Бундеслига (1963/64), като един от основателите на Германската Бундеслига.

## Успехи
- Вицешампион на Германия (1): 1951
- Шампион на Вестфалия (7): 1914, 1921, 1988, 1989, 1992, 1993, 2008
- Шампион на Германии сред аматьорите (1): 1994
- Носител на Купата на Вестфалия (5): 1997, 2008, 2009, 2010, 2014
  -  Финалист (3): 1987, 1998, 2012
- Шампион на Регионална лига „Запад“ (1): 2011

## Български футболисти
- Едисон Йорданов 2016-

## Известни играчи
- Алфред Келбасс
- Ервин Костеде
- Кристоф Метцелдер
- Зигфрид Хелд
- Марек Лесняк
- Владимир Нидергаус
- Габриел Ано

## Известни треньори
- Берт Траутман